# Police croate
La Police croate (Hrvatska policija en croate) est la force policière de la Croatie. Il s'agit d'un service public sous la responsabilité du Ministère de l'Intérieur (en).